# Роденберг, Август
Август Генри Роденберг (англ. August Henry Rodenberg; 25 июля 1873, Сент-Луис, Миссури — 12 апреля 1933, Сент-Луис, Миссури) — американский перетягиватель каната, серебряный призёр летних Олимпийских игр 1904 года.
На Играх 1904 года в Сент-Луисе Роденберг входил в состав второй команды США, которая заняла второе место и выиграла серебряные медали.